# Giovanni Talaia
Giovanni Talaia, o anche Giovanni I di Alessandria (V secolo – dopo il 496), è stato patriarca greco-ortodosso di Alessandria nel 482.

## Biografia
Giovanni Talaia era monaco a Canopo, vicino ad Alessandria d'Egitto e sotto il patriarca di Alessandria Timoteo III Salofaciolo divenne amministratore (μέγας οἰκονόμος) della diocesi e un noto predicatore. Dopo il reinsediamento di Salofaciolo (settembre 477), fu inviato più volte dal patriarca presso l'imperatore Zenone. Secondo gli storici egli si comportava a Costantinopoli come fosse lui stesso il patriarca, godette dei favori dell'imperatore e divenne amico dell'amministratore del palazzo imperiale Illo, ma litigò aspramente con Acacio patriarca di Costantinopoli. Alla sua seconda visita a Costantinopoli, egli ottenne un editto imperiale che lo nominava successore di Timoteo III Salofaciolo.
Dopo la morte di quest'ultimo venne eletto patriarca di Alessandria dalla fazione dei calcedoniani, mentre gli anti-calcedoniani nominarono l'esiliato Pietro Mongo. Talaia mancò di inviare l'usuale annuncio della sua elezione ad Acacio, che se ne lamentò con l'imperatore, il quale mandò in esilio Talaia e al suo posto scelse lo stesso Mongo, che aveva sottoscritto l'Enotico (ἑνωτικόν = strumento di unione) e quindi era candidabile.
Giovanni si recò a Roma, ove fu ricevuto da papa Simplicio, che intercedette per lui presso Acacio. Acacio ribatté, che lui, per ordine dell'imperatore, stava in comunione con Mongo, che il Talaia non riconosceva, il che portò ad una dura risposta di Simplicio.  Anche il successore di Simplicio, papa Felice III sostenne Talaia e chiese conto ad Acacio per determinati rimproveri, che Talaia aveva portato contro di lui. Con un sinodo a Roma Felice scomunicò Acacio a causa del suo continuo sostegno a Pietro Mongo e informò Zenone di questa decisione sinodale, ma non ottenne nulla.
Talaia rimase a Roma. Dopo la morte di Zenone egli si recò a Costantinopoli dal suo successore Anastasio per perorare la sua causa, dove egli contava sul fatto di averlo aiutato in occasione di un naufragio ad Alessandria. Ma quando Anastasio apprese dell'arrivo di Talaia, diede disposizione che fosse bandito e Talaia tornò a Roma.
Anche il successore di papa Felice, papa Gelasio I, sostenne Talaia e questi ricevette il vescovado di Nola in Campania ove morì dopo alcuni anni trascorsi in pace. Durante quest'ultimo periodo egli scrisse un'Apologia di Gelasio, nella quale condannava il pelagianesimo, Pelagio, Celestio e Giuliano di Eclano.
Talaia fu, sia sotto Felice come sotto Gelasio, un influente consigliere della Curia, che deve aver giocato un ruolo fondamentale nella controversia sull'Enotico e sullo scisma acaciano.